# Ride Out
Ride Out (в пер. с англ. Благополучно перенести) — седьмой сольный студийный альбом американского рок-музыканта Боба Сигера. Релиз пластинки состоялся 14 октября 2014 года. Альбом является первой полноформатной студийной работой музыканта с момента выхода Face the Promise в 2006
По словам Сигера, Ride Out станет финальной записью в его карьере. Также музыкант заявил, что он приложил все усилия для того, чтобы на Ride Out «выйти на новый уровень» в плане своего творчества.

## Запись и анонс
Этот альбом затрагивает, как мне кажется, то, что многие из нас чувствуют, находясь в поиске своего места в большом сложном мире — от того, как мы ценим вещи, зависит столь же простая и чистая любовь к наживе через коррупцию, и насилие, которая приходит из новостных сводок. Итогом этого всего является большое количество чувств, которые у меня возникли от такой темы.
Боб Сигер о причинах, сподвигнувших его к созданию Ride Out
13 июля 2011 года Боб Сигер сообщил через Facebook о начале работы над новым студийным материалом в студии Ocean Way Recording в Нашвилле. К процессу записи Сигер также привлёк сторонних музыкантов, среди которых были Роб Макнелли, Гленн Уорф, Джим Браун и Чед Кромвел. В качестве дополнительных вокалистов были приглашены Винсент Гилл, Лора Кример, Шона Мерфи, Барб Пэйтон и коллектив The Motor City Horns.
В общей сложности было создано порядка 70 демозаписей, из которых доработано и издано в составе альбома только 15. Помимо собственных песен, в Ride Out вошли четыре кавер-версии. Это «Detroit Made» Джона Хайатта, «Adam and Eve» Кейси Чеймберс и Шейна Николсона, «California Stars» Вуди Гатри и «The Devil’s Right Hand» Стива Эрла. Среди неизданного материала имелись треки «Hannah» (записанная совместно с Кид Роком и Шерил Кроу), «I’ll Remember You», «Wonderland», «Sometimes», «The Price» (при участии Триши Йервуд), «Fat Man in the Bathtub» (кавер-версия Little Feat), «Blind Love» (кавер-версия Тома Уэйтса). Помимо всего прочего, Боб Сигер упоминал о песне «Downtown Train», которая первоначально значилась как композиция для Ride Out, но впоследствии была издана на сборнике лучших хитов Ultimate Hits: Rock and Roll Never Forgets в 2011 году.
В феврале 2012 в одной из статей журнала Rolling Stone было высказано предположение, что новый альбом будет выпущен уже к сентябрю, однако этого не произошло. 11 апреля 2013 года во время концерта в Детройте Сигер сообщил о новой предполагаемой дате релиза: «Новый альбом появится в конце августа, если повезёт». Но выпуск пластинки вновь был отложен. Официальный анонс состоялся только в августе 2014 года.

## Выпуск и продвижение
Релизу пластинки предшествовал сингл «Detroit Made», радиоротация которого началась с 14 августа 2014 года. К песне был снят видеоклип; его премьера состоялась 10 сентября на сайте RollingStone.com. 18 августа стало известно название альбома, «Ride Out», дата выпуска, а также была обнародована обложка. 28 августа на странице Боба Сигера в Facebook появилась фотография написанного от руки списка композиций. Тем не менее, официально трек-лист был подтверждён 9 сентября 2014 года, после того, как пластинка стала доступна для предварительного заказа на iTunes и Amazon.com. В этот же день, для цифровой дистрибуции выпущен второй сингл — «You Take Me In».
14 октября 2014 Ride Out поступил в продажу в двух вариантах: стандартное издание из 10 треков на компакт-диске, грампластинке и для интернет-загрузки, а также расширенное издание с бонус-треками на 2-х CD.
Альбом дебютировал на 3-й строчке чарта Billboard 200, 10-й строчке Top Digital Albums и 12-й строчке канадского чарта. В хит-параде Top Rock Albums Ride Out занял лидирующую позицию.

## Концертные выступления

### Rock and Roll Never Forgets tour 2013
27 февраля 2013 года стартовал гастрольный тур по Северной Америке Rock and Roll Never Forgets Tour 2013. В его рамках, помимо классических композиций, Боб Сигер представил три новые песни, «Detroit Made», «California Stars» и «All of the Roads», которые позже были включены в альбом Ride Out. Rock and Roll Never Forgets Tour 2013 завершился в Эдмонтоне, Альберта, 11 мая 2013 года.

### Ride Out tour 2014
В конце августа и сентябре 2014 года появилась информация о предстоящих гастролях в поддержку Ride Out. 4 октября для заказов на сайтах Ticketmaster.com и LiveNation.com появились первые билеты. В то же время члены официального фан-клуба Боба Сигера получили доступ к покупке билетов уже 1 октября. Тур Ride Out Tour 2014 стартовал 19 ноября в Сагино, Мичиган. Завершение гастролей — 27 февраля 2015 года в Лос-Анджелесе.
Помимо полноценных гастролей, Сигер также выступает в рамках телепередач. Так, например, 14 октября 2014 музыкант исполнил несколько композиций в шоу Джимми Киммел в прямом эфире на канале ABC. Кроме того, Сигер был гостем в Шоу Эллен ДеДженерес канала NBC.

## Мнения критиков
| Совокупная оценка     | Совокупная оценка |
| Источник              | Оценка            |
| --------------------- | ----------------- |
| Metacritic            | 66/100            |
| Оценки критиков       |                   |
| Источник              | Оценка            |
| Allmusic              | [ 43 ]            |
| Chicago Tribune       | [ 44 ]            |
| Daily News            | [ 45 ]            |
| Morning Sun           | B+                |
| Paste Magazine        | [ 47 ]            |
| Rolling Stone         | (положительно)    |
| Rolling Stone Russia  | [ 49 ]            |
| Ultimate Classic Rock | (смешанно)        |
| Yahoo Music           | (положительно)    |

Реакция музыкальных обозревателей и экспертов на альбом была смешанной. На американском веб-агрегаторе Metacritic рейтинг Ride Out составляет 66 %, основанный на 8 рецензиях. Редактор Daily News Джим Фарбер положительно оценил пластинку. Он отметил текстовую составляющую композиций. В свою очередь, Гэри Грэфф из Morning Sun больше внимания сконцентрировал на звучании альбома. «Ride Out даёт понять, что [у Боба Сигера] ещё много творческого газа в баке» — пояснил Грэфф. Довольно высокую оценку (7.5 из 10) присудил обозреватель Paste Magazine Роберт Хэм. Журналист аргументировал это тем, что «…[Сигер] всё ещё держит руку на пульсе современной рок-сцены, и он [альбом] может занять достойное место в коллекции».
Среднюю оценку (3 из 5) поставил Андрей Бухарин из Rolling Stone Russia. Подводя итог своей рецензии он написал: «…пластинка имеет совсем уж незатейливый, жестяной саунд. Впрочем, может быть, это и аутентично — в придорожном баре, под пиво с крылашками-гриль». Редактор Грег Кот из Chicago Tribune благосклонно воспринял альбом, хотя и выделил, что звучанию некоторых композиций не хватает прежнего блеска.
Стивен Томас Эрлвин воспринял Ride Out негативно. В своём обзоре для Allmusic Эрлвин подверг особой критике то, что Боб Сигер самостоятельно занимался продюсированием и привлёк к записи альбома совершенно сторонних музыкантов.

## Список композиций
| №                   | Название                 | Автор(ы)                              | Длительность |
| ------------------- | ------------------------ | ------------------------------------- | ------------ |
| 1.                  | «Detroit Made»           | Джон Хайатт                           | 3:46         |
| 2.                  | «Hey Gypsy»              | Боб Сигер                             | 2:32         |
| 3.                  | «The Devil’s Right Hand» | Стив Эрл                              | 3:49         |
| 4.                  | «Ride Out»               | Боб Сигер                             | 3:07         |
| 5.                  | «Adam and Eve»           | Кейси Чеймберс, Шейн Николсон         | 3:12         |
| 6.                  | «California Stars»       | Вуди Гатри, Джефф Твиди, Джей Беннетт | 4:44         |
| 7.                  | «It’s Your World»        | Боб Сигер                             | 3:17         |
| 8.                  | «All of the Roads»       | Боб Сигер                             | 3:34         |
| 9.                  | «You Take Me In»         | Боб Сигер                             | 2:33         |
| 10.                 | «Gates of Eden»          | Боб Сигер                             | 3:47         |
| Общая длительность: | Общая длительность:      | Общая длительность:                   | 34:21        |

| №                   | Название                                | Автор(ы)            | Длительность |
| ------------------- | --------------------------------------- | ------------------- | ------------ |
| 11.                 | «Listen» (совместно с Винсентом Гиллом) | Боб Сигер           | 3:20         |
| 12.                 | «The Fireman’s Talkin»                  | Боб Сигер           | 2:44         |
| 13.                 | «Let the Rivers Run»                    | Боб Сигер           | 3:51         |
| Общая длительность: | Общая длительность:                     | Общая длительность: | 44:16        |

| №                   | Название                                | Автор(ы)            | Длительность |
| ------------------- | --------------------------------------- | ------------------- | ------------ |
| 11.                 | «Listen» (совместно с Винсентом Гиллом) | Боб Сигер           | 3:20         |
| 12.                 | «The Fireman’s Talkin»                  | Боб Сигер           | 2:44         |
| 13.                 | «Let the Rivers Run»                    | Боб Сигер           | 3:51         |
| 14.                 | «It All Goes On»                        | Боб Сигер           | 3:41         |
| 15.                 | «Passing Through»                       | Боб Сигер           | 4:48         |
| Общая длительность: | Общая длительность:                     | Общая длительность: | 53:04        |

## Участники записи
Музыканты:
- Боб Сигер — основной вокал, банджо, акустическая гитара, баритон-гитара, продюсирование
- Роб Макнелли — шестиструнная гитара, слайд-гитара, двенадцатиструнная гитара, электрогитара, акустическая гитара
- Гленн Уорф — бас-гитара
- Джим Браун — синтезаторы, пианино, орган Хаммонда, мандолина
- Чед Кромвел — барабаны
- Эрик Даркен — перкуссия
- Том Буковэк — двенадцатиструнная гитара, электрогитара, акустическая гитара
- Кенни Гринберг — соло-гитара, электрогитара
- Бифф Уотсон — акустическая гитара, ритм-гитара
- Рик Вито — слайд-гитара
- Глен Данкен — банджо
- Джон Джервис — синтезатор
- Риз Винэнс — орган Хаммонда
- Марк Байрли, Боб Дженсен — труба
- Джон Рутерфорд — тромбон
- Кит Камински — саксофон
- Диана Ричардсон — скрипка
- Винсент Гилл — дополнительный вокал («Listen»)
- Лора Кример, Шона Мерфи, Барб Пэйтон — бэк-вокал

Другой персонал:
- Дэвид Коул — звукорежиссёр, сведение
- Джастин Нибэнк, Т. В. Керджил — звукорежиссёры
- Ричард Додд — мастеринг
- Кит Армстронг — ассистент
- Сибил Кодиш, Стивен Коэн, Джо Лемке, Питер Томсон — фотографы
- Карен Хунникетт-Мейер, Том Вешлер, Том Берт — дизайн обложки

## Позиции в чартах
| Чарт (2014)           | Высшая позиция |
| --------------------- | -------------- |
| Canadian Albums Chart | 12             |
| Top Digital Albums    | 10             |
| Top Rock Albums       | 1              |
| Billboard 200         | 3              |